# Douglas Aziz
Douglas Aziz (en siríaco: ܕܧܜܓܠܐܣ ܐܙܥܙ ܣܗܐܡܐܣܗܐ ܖܣܗܐܝܐ; Habbaniyah, Irak, 1 de enero de 1942) es un exfutbolista y entrenador de fútbol de Irak que jugaba en las posiciones de defensa y centrocampista.

## Carrera

### Club
| Periodo   | Club                |
| --------- | ------------------- |
| 1964–1975 | Aliyat Al-Shorta SC |
| 1975–1979 | Al-Shorta SC        |

### Selección nacional
Jugó para Irak de 1967 a 1978 con la que anotó seis goles en 73 partidos y disputó la copa Asiática de 1972 y 1976.

### Entrenador
| Periodo   | Club          |
| --------- | ------------- |
| 1979–1983 | Al-Shorta SC  |
| 1991–1992 | Al-Khutot SC  |
| 1994–1995 | Al-Karkh SC   |
| 1995–1996 | Salahaddin FC |
| 1996–1997 | Al-Ramtha SC  |